# 비콘

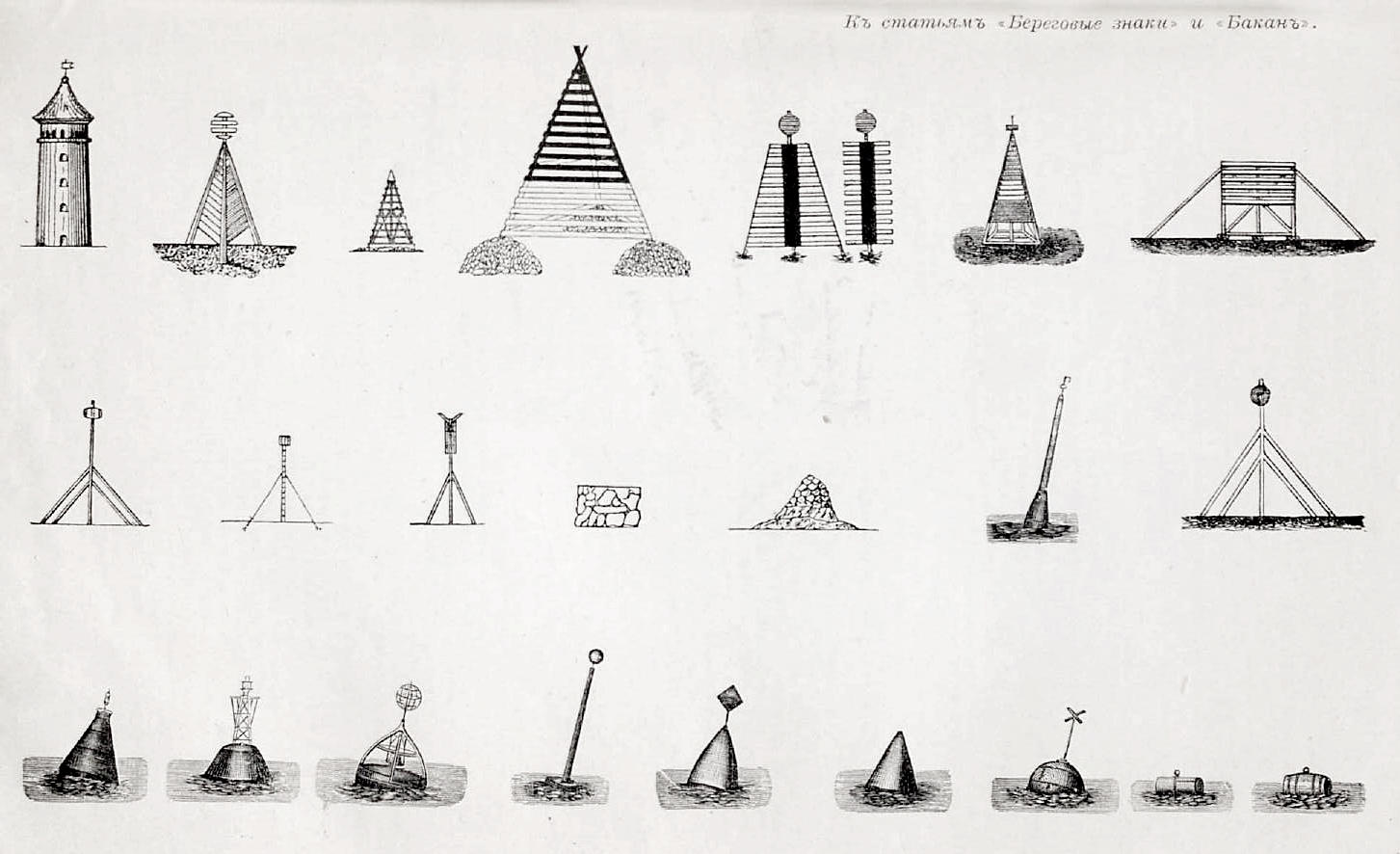

비콘(beacon) 또는 비컨은 특정 위치의 정보를 전달하기 위해 사용되는 장치이다. 흔한 예로는 장애물 주변을 항해하거나 항구로 들어오게끔 하기 위해 사용할 수 있는 고정된 지점에 주의를 주는 등대나 나라에 병란이나 사변이 있을 때 신호로 올리던 불인 봉수가 있다. 더 현대적인 예시로는 다양한 무선 표지(radio beacon)이 있으며 어떠한 기후에서도 읽을 수 있는 무선 방향 탐지기, 그리고 레이더 디스플레이에 나타나는 레이더 트랜스폰더가 포함된다.
비콘은 공항의 상태 등 중요한 정보를 제공하기 위한 수기 신호 또는 기타 지표와 함께 사용할 수도 있다.

## 항법

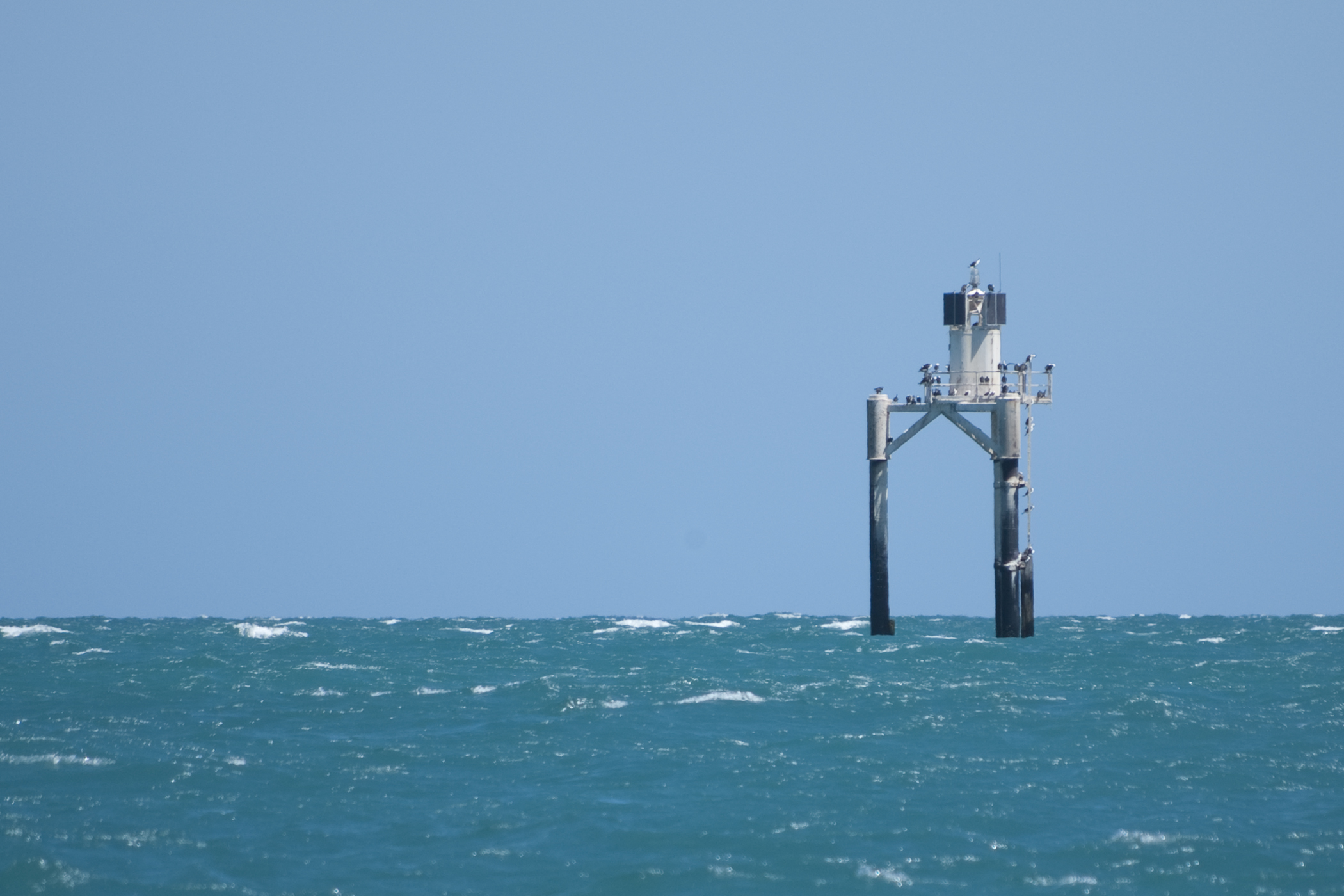
사우스오스트레일리아 포트빈센트 인근에 있는 오론테스 뱅크(Orontes Bank)의 존재를 나타내는 항법 표지.

비콘은 항해자를 목적지로 안내하는 데 도움이 된다. 항법 비콘의 유형에는 레이더 반사경, 무선 비콘, 음파 및 시각 신호가 포함된다. 시각적 비콘은 작은 단일 파일 구조부터 대형 등대 또는 등대에 이르기까지 다양하며 육지나 물 위에 위치할 수 있다. 조명이 켜진 비콘을 조명이라고 한다. 불이 들어오지 않는 비콘을 데이비콘(daybeacon)이라고 한다. 비행장 표지는 공항과 헬기 착륙장의 위치를 나타내는 데 사용된다.
미국에서는 1920년대와 1930년대에 항공 우편물을 배달하는 조종사를 안내하기 위해 전국에 일련의 비콘이 건설되었다. 그것들은 서로 약 25마일 떨어져 배치되었으며, 그것을 비추는 조명과 함께 커다란 콘크리트 화살이 포함되어 있었다.
휴대용 비콘은 항공기 마샬링에도 사용되며 보안관이 항공기 승무원이 활성 공항, 헬기장 또는 항공모함 주변을 이동할 때 항공기 승무원에게 지침을 전달하는 데 사용된다.

## 같이 보기
- 아이비콘
- 제등
- 알렉산드리아의 등대
- 이정표
- 폴라리스